# Rebbaumuseum am Bielersee

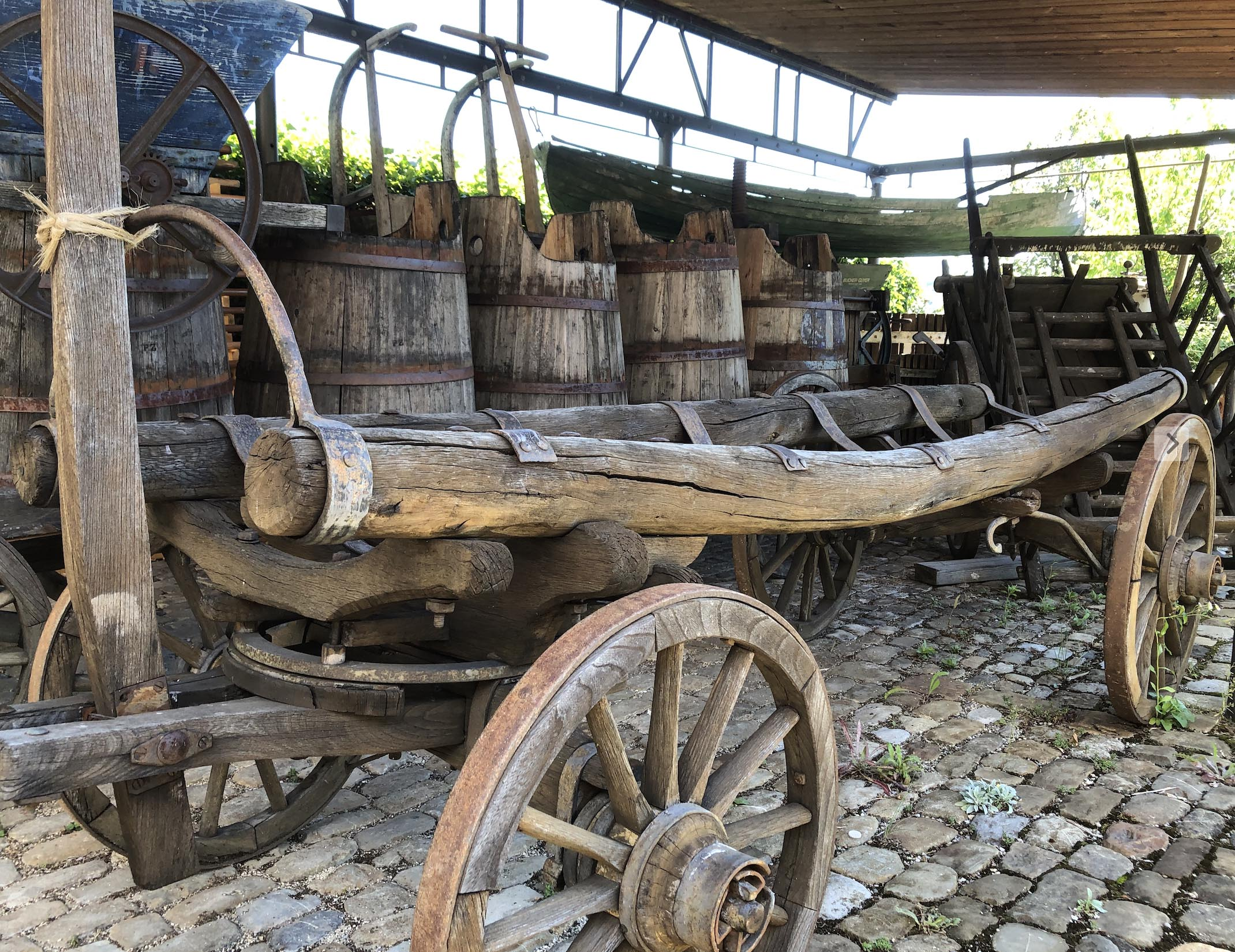
Fasswagen und Geräte im Aussenbereich

Das Rebbaumuseum am Bielersee «Hof» Ligerz (Eigenschreibung; französisch Musée de la vigne au lac de Bienne «Le Fornel» Gléresse) ist ein Museum zum Rebbau am Bielersee bei Ligerz im Schweizer Kanton Bern. Es liegt auf dem Gebiet von Schafis in der Gemeinde La Neuveville und wurde 1973 eröffnet.

## Lage und Gebäude

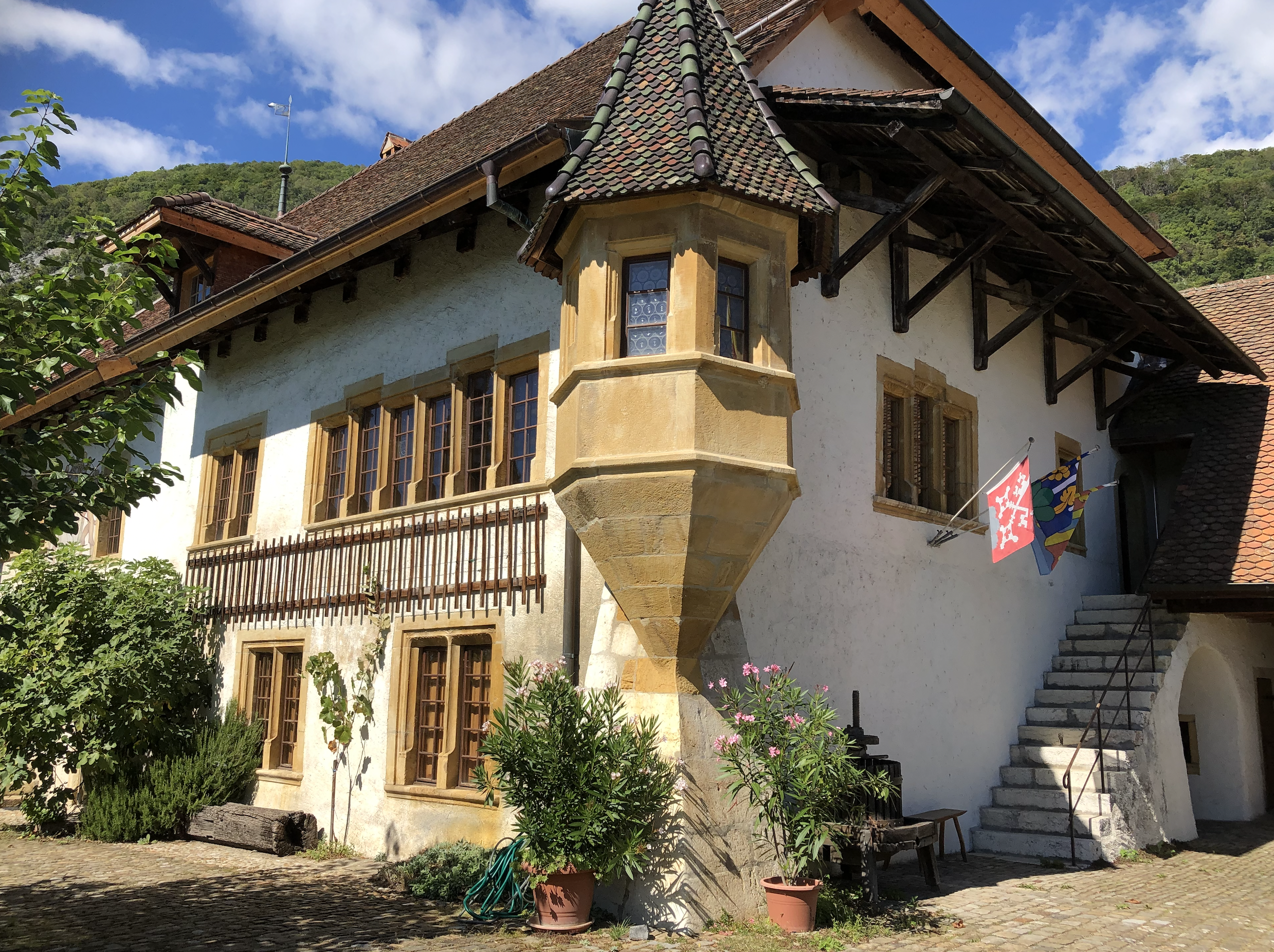
Hof Ligerz

Das Museum liegt am westlichen Ende des «Oberdorfs» von Ligerz, unweit von Bahnhof, Schiffsländte und Standseilbahn «Vinifuni». Es ist im ehemaligen Adelssitz Hof Ligerz eingerichtet.

## Sammlung des Rebbaumuseums

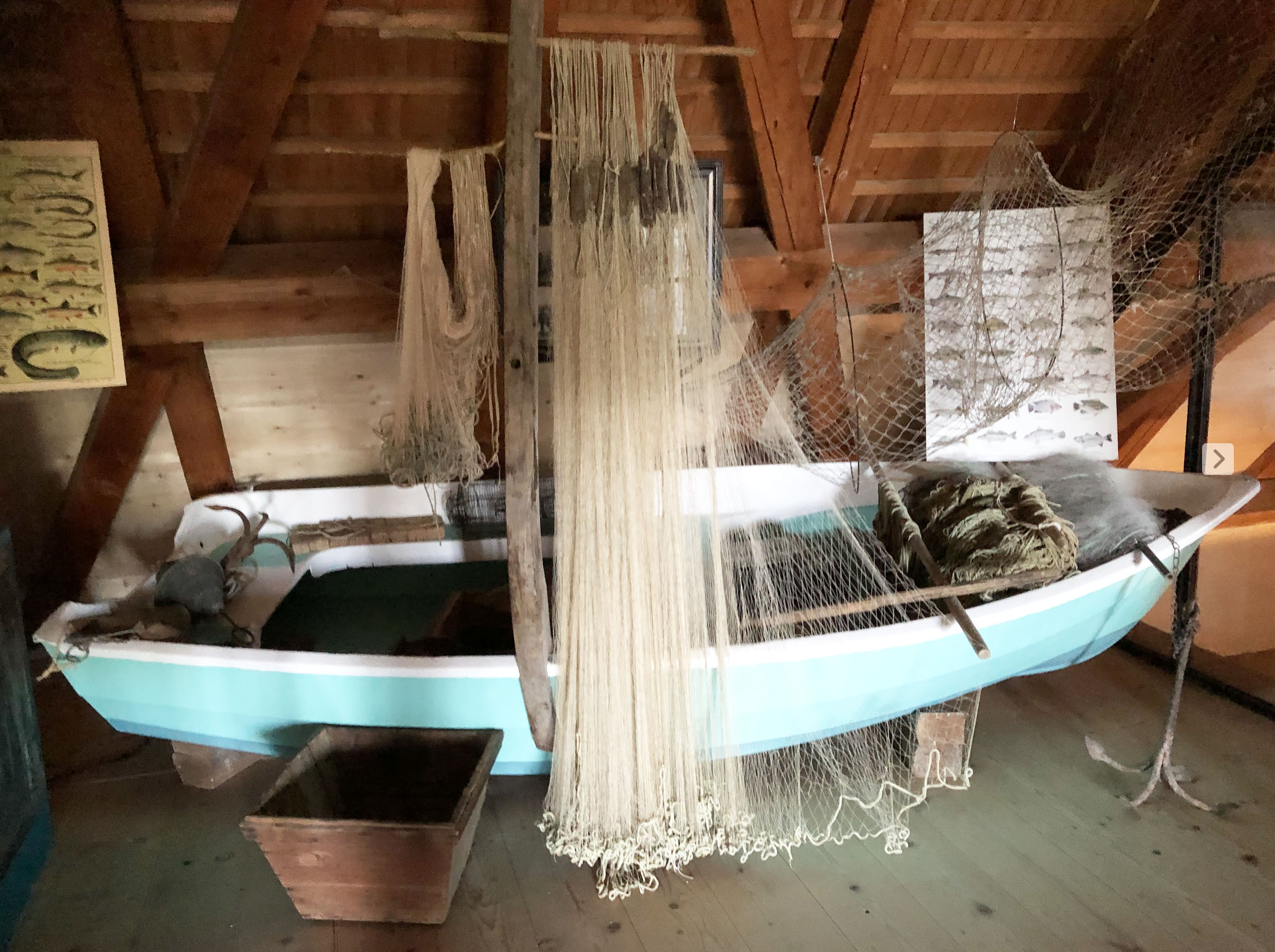
Exponate zur Fischerei am Bielersee

### Ausstellung und Exponate
Das Rebareal am Bielersee umfasst etwa 220 Hektar. Traditionell wurden als Hauptsorten der weisse Gutedel (Chasselas) und der rote Blau- oder Spätburgunder (Pinot noir) angebaut. Durch ein liberales Rebgesetz, Neuzüchtungen und Experimentierfreude der Rebbauern ist der Sortenkatalog auf über 50 verschiedene Sorten gestiegen. Schautafeln informieren über die acht seeländischen Rebbaugemeinden.
Ein Trüel (Trotte) sowie ein 8100-Liter-Fass sind Leihgaben des Kantons, die aus dem Keller der heutigen Seepolizei in Kleintwann stammen. Ein Fass aus dem «Bielerhaus» in Ligerz fasst 4300 Liter. Die Ausstellung zeigt auch Gobeletgläser, Karaffen, Weinmasse, Flaschen und eine Weinetikettensammlung. Eine Brennerei für Marc stammt aus dem «Schlössli» in Schafis.
Zur ständigen Ausstellung gehört auch die Darstellung zur Geschichte der Fischerei am Bielersee. Eine grosse «Salonkamera» wurde von Alfred Engel-Feitknecht in Twann hergestellt.
Gemälde und Grafiken, die den Rebbau und die Region darstellen, wurden unter anderem von folgenden Künstlern angefertigt: Christian Baumgartner, Walter Clénin, Balthasar Anton Dunker, August Jaeger, Franz Niklaus König, Karl Krebs, Eduard von Rodt und Johann Jakob Sperli.

### Kulturgut
Die Sammlung des Rebbaumuseums am Bielersee ist im Kulturgüterschutz-Inventar der Schweiz als «Kulturgut von regionaler Bedeutung» (B-Objekt, KGS-Nr. 10652) in der Gemeinde Ligerz eingetragen. Das Gebäude Hof Ligerz (Cour Gléresse) ist als «Kulturgut von nationaler Bedeutung» (A-Objekt, KGS-Nr. 1107) hingegen in der Gemeinde La Neuveville eingetragen.

## Geschichte
Die beiden Teile des denkmalgeschützten Hofs wurden um 1545 und 1555 von Rudolf von Ligerz (Rodolphe II de Gléresse) erbaut. Seine Nachkommen veräusserten 1814 das Anwesen. Im Eingangsbereich und heutigen Treppenhaus wurde Wein gekeltert. Im Jahr 1918 erwarb es der Kunstmaler Ernst Geiger (1876–1965). Über seinen Sohn kam es 1970 an die neu errichtete Stiftung «Rebbaumuseum am Bielersee». Nach Sanierung und Teilumbau (1970–1973 und 1978) wurde das Rebbaumuseum 1973 eröffnet. Ein grosser Förderer war Regierungsrat Robert Bauder.

## Fussnoten
1. ↑  «Le Fornel» nimmt Bezug auf den ehemaligen Kalkofen nahe des «Hofs».
2. 1 2 3 4 5  Rebbaumuseum am Bielersee «Hof» – Ligerz. Rundgang. In: rebbaumuseum.ch. Abgerufen am 25. Juni 2023 (PDF; 6,6 MB).
3. ↑  KGS-Nr. 10652, 1107. In: Kantonsliste A- und B-Objekte Kanton BE. Schweizerisches Kulturgüterschutzinventar mit Objekten von nationaler (A-Objekte) und regionaler (B-Objekte) Bedeutung. In: Bundesamt für Bevölkerungsschutz BABS – Fachbereich Kulturgüterschutz, 1. Januar 2024,  (PDF; 371 kB, 19 S., Revision KGS-Inventar 2021 (Stand: 1. Januar 2023)).
4. ↑  Name heute Stiftung Rebbau-Museum Hof am Bielersee, UID: CHE-110.303.098

Koordinaten: 47° 5′ 0″ N, 7° 8′ 1,1″ O; CH1903: 576838 / 214748